# Anbahnungsgespräch
Ein Anbahnungsgespräch ist ein Gespräch, mit dem eine gemeinsame Geschäftsgrundlage sondiert oder geschaffen werden soll. Ist das Ergebnis dieses Gesprächs positiv, kann darauf die eigentliche Verhandlung aufbauen oder sich direkt eine Geschäftsbeziehung anschließen.
Beispiele für ein Anbahnungsgespräch sind: 
- Das Gespräch zwischen einer Prostituierten und einem (potentiellen) Freier mit dem Hauptzweck, Interesse an einer Geschäftsbeziehung zu wecken.
- Gespräch zwischen einem Makler und potentiellen Käufern oder Verkäufern, in dem sondiert wird, ob ein Kauf- oder Verkaufsinteresse besteht.
- Das Erstgespräch zwischen einem Rechtsanwalt und einem potentiellen Mandanten zur Erkundung, ob ein Mandat zustande kommen kann.[2]
- Gespräch zwischen dem Mitarbeiter eines Nachrichtendienstes und einer potentiellen Quelle, um Vertrauen zu schaffen, Informationszugänge abzuklären und eine Werbung vorzubereiten.[3] Dabei kann der Angehörige des Nachrichtendienstes auch unter Legende auftreten.[4] Das Anbahnungsgespräch kann in der Realwelt oder in sozialen Netzwerken stattfinden.[4]